# Лучинская волость (Звенигородский уезд)
Лучинская волость — волость в составе Звенигородского, затем Воскресенского уездов Московской губернии. Существовала до 1929 года. Центром волости была деревня Лучинская, а с 1921 года — город Воскресенск.
По данным 1919 года в Лучинской волости Звенигородского уезда было 50 сельсоветов: Борисковский, Брыковский, Бужаровский, Букаревский, Буньковский, Вельяминовский, Высоковский, Глебовский (центр — д. Глебово), Глебовский (центр — с. Глебово), Глинковский, Горковский, Горшковский, Давыдковский, Дарьинский, Дедешинский, Дергайковский, Дубровский, Ершовский, Ефимовский, Железниковский, Жилкинский, Зенькинский, Ивановский, Ивашковский, Ильинский, Киселевский, Кречковский, Костровский, Костеревский, Кучинский, Леоновский, Лукинский, Лучинский, Михайловский, Мыканинский, Наташинский, Никулинский, Петровский, Рожновский, Скоковский, Скрябинский, Слабошеинский, Сурьминский, Сычевский, Телепневский, Филатовский, Фроловский, Хмолинский, Холщевиковский, Ябединский.
14 января 1921 года Лучинский волость была передана в новообразованный Воскресенский уезд. При этом часть селений волости отошла к Ивано-Шныревской волости Звенигородского уезда.
По данным 1921 года в Лучинской волости было 23 сельсовета: Борисковский, Брыковский, Бужаровский, Букаревский, Вельяминовский, Высоковский, Давыдовский, Ефимоновский, Зенькинский, Ивановский, Котовский, Лукинский, Лучинский, Мыканинский, Никулинский, Петровский, Рожновский, Скрябинский, Сычевский, Телепневский, Филатовский, Холщевиковский, Ябединский. Ближе к концу года Котовский с/с был переименован в Горшковский, Рожновский — в Буньковский, а Телепневский — в Дергайковский. В 1922 году все эти 3 переименования были отменены.
В 1923 году Букаревский с/с был переименован в Кучинский. Высоковский с/с был присоединён к Филатовскому, Ефимоновский — к Бужаровскому, Лукинский — к Борисковскому, Петровский — к Ивановскому, Рожновский — к Давыдковскому, Сычевский — к Лучинскому, Ябединский — к Телепневскому, Холщевиковский — к Скрябинскому.
В 1925 году из части Ивановского с/с был образован Петровский с/с.
В 1927 году из части Борисковского с/с был образован Лукинский с/с, из Бужаровского — Ефимоновский, из Давыдовского — Буньковский, из Кучинского — Букаревский, из Лучинского — Сычевский, из Скрябинского — Жилкинский, из Телепневского — Ябединский.
В ходе реформы административно-территориального деления СССР в 1929 году Лучинская волость была упразднена.